# Söletjärnen, Bohuslän
Söletjärnen är en sjö i Tanums kommun i Bohuslän och ingår i Strömsåns huvudavrinningsområde. Sjön är 10 meter djup, har en yta på 0,112 kvadratkilometer och befinner sig 151,2 meter över havet.

## Delavrinningsområde
Söletjärnen ingår i det delavrinningsområde (653297-124771) som SMHI kallar för Ovan 653374-124496. Medelhöjden är 140 meter över havet och ytan är 12,48 kvadratkilometer. Det finns inga avrinningsområden uppströms utan avrinningsområdet är högsta punkten. Vattendraget som avvattnar avrinningsområdet har biflödesordning 3, vilket innebär att vattnet flödar genom totalt 3 vattendrag innan det når havet efter 26 kilometer. Avrinningsområdet består mestadels av skog (89 %). Avrinningsområdet har 0,36 kvadratkilometer vattenytor vilket ger det en sjöprocent på 2,9 %.